# Institut des sciences et techniques des Yvelines
De Institut des sciences et techniques des Yvelines, ook wel ISTY, is een in 1992 opgerichte grande école (technische universiteit) in Vélizy-Villacoublay, een voorstad van Parijs.

## Diploma
Mensen met een diploma van van de ISTY worden bijvoorbeeld technisch manager of onderzoeker in een werkbouwkundige omgeving.
Diploma's die te behalen zijn:
- Ingenieursdiploma Master : 'Ingénieur ISTY' (300 ECTS)

## Onderzoekslaboratoria
- IT
- Mechatronica
- Elektronica embedded systemen[2]